# كيلين غولي
كيلين غولي (بالإنجليزية: Kellen Gulley)‏ (6 أبريل 1994 بكلينتون في الولايات المتحدة - ) هو لاعب كرة قدم أمريكي في مركز الهجوم. شارك مع منتخب الولايات المتحدة تحت 17 سنة لكرة القدم. أما مع النوادي، فقد لعب مع شيكاغو فاير وأتلانتا سيلفرباكس وMississippi Brilla FC ‏.

## روابط خارجية
- كيلين غولي على موقع الدوري الأمريكي (الإنجليزية)
- كيلين غولي على موقع قاعدة بيانات كرة القدم.إي يو (الإنجليزية)
- كيلين غولي على موقع Soccerway.com (الإنجليزية)